# Fegen (naturreservat, Västra Götalands län)
Fegen är ett naturreservat i Kalvs och Håcksviks socknar i Svenljunga kommun i Västergötland. Större delen av reservatet ingår i EU-nätverket Natura 2000 och det förvaltas av Västkuststiftelsen. Reservatet gränsar till motsvarande reservat i angränsande län; Fegen (naturreservat, Hallands län) och Fegen (naturreservat, Jönköpings län). Naturreservatet har en yta på 3 162,5 hektar och har varit skyddat sedan 1980.
Reservatet omfattar nordvästra delen av sjön Fegen och omgivande skog. I sjön finns bland annat den akut utrotningshotade vårlekande siklöjan, som till skillnad från den genetiskt skilda höstlekande siklöjan bara är känd från några få bestånd i världen. Fågellivet är rikt och här häckar bland annat fiskgjuse och storlom.